# 波尔·彼得森 (羽毛球运动员)
波爾·彼得森（Poul Petersen，1950年—），是前丹麥男子羽球運動員。 
波爾·彼得森曾搭檔培爾·瓦爾索和史溫·普利在男子雙打比賽中三次獲得丹麥全國冠軍。此外，他在1972年贏得了北歐錦標賽冠軍，並在1970年代獲選加入丹麥國家隊。他最大的成就是與湯姆·巴徹一起贏得1970年全英羽球錦標賽男子雙打冠軍。